# 广夏实业
广夏(银川)实业股份有限公司 （深交所：000557）是中国深圳证券交易所的一家上市公司，主营业务范围为生物制品业。
2011年，该公司主营业务收入为0.0001元，公司净利润为-230636298.89元，公司总资产为106982143.95元。